# خفاش‌گز آفریقایی
خفاش‌گز آفریقایی (نام علمی: Afrocimex constrictus) نام یک گونه از تیره ساسان است.